# Логор Горња Ријека
Концентрациони логор Горња Ријека, службено Дјечији дом за избјегличку дјецу, био је концентрациони логор у Независној Држави Хрватској. Логор се налазио у Горњој Ријеци код Крижеваца. Основан је 1942. године као логор за дјецу до 16 година, посебно за српску, али и јеврејску дјецу.

## Историја
Дана 25. новембра 1941. године издат је закон по налогу Анте Павелића и Мирка Пука о упућивању „неподобних и опасних лица” у логоре. Законом је омогућено присилно одвођење непожељних лица у концентрационе логоре. Неколико мјесеци раније отпочети су радови на изградњи средишњег логора. У саставу комплекса логора Јасеновац 12. јула 1942. године налазила су се три логора за дјецу. То су били логор Сисак, логор Јастребарско и логор Горња Ријека, изграђен у непуштеном дворцу, као најмањи од три логора. Заповједник система концентрационих логора, а тиме и логором Горња Ријека, био је Вјекослав Лубурић, усташки официр.
По савјету њемачких савезника, као и због јавног мјења, усташко руководство је наложило пребацивање неке српске и јеврејске дјеце која су била са својим родитељима у Јасеновцу и основање дјечијег дома. Како би се стекао привид хуманости, Хрватском црвеном крижу и Министарству за удружбу повјерено је оснивање логора. У Горњу Ријеку су прва дјеца стигла 24. јуна 1942. године. У наредних неколико дана више дјеце из Јасеновца и Старе Градишке пребачено је у Горњу Ријеку. Логор је био под управом Усташке младежи. Од самог оснивања у логору је избила епидемија тифуса, која се није могла зауставити и на крају је средином августа логор затворен. Уз помоћ Црвеног крижа 50 дјеце је пребачено у болнице у Загребу, док је 150 пребачено у карантин у Јастребарском. У самом логору је умрло око 140 дјеце. Према ријечима хуманисте Дијане Будисављевић, сматра се да је више од половине од 400 дјеце смјештене у логору умрло.